# Dog Eat Dog (Band)
Dog Eat Dog ist eine 1991 gegründete, US-amerikanische Crossover-Band aus New Jersey, die Stile wie Hardcore-Punk, Heavy Metal und Hip-Hop kombiniert. Sie werden von vielen als Pioniere des Crossover angesehen. Von anderen Bands des Genres unterscheidet sich die Instrumentierung von Dog Eat Dog durch die Einbindung eines Saxophons.

## Geschichte

### Frühe Jahre (1989 bis 1993)
Die Band Dog Eat Dog entstand 1989 im Umfeld von Mucky Pup, einer in New Jersey recht erfolgreichen Crossover-Band. Im Sommer 1989 verließ Dan Nastasi Mucky Pup und begann mit Sean Kilkenny und Dave Neabore eigene Songs zu schreiben. Sänger dieser neuen Gruppe wurde bald darauf John Connor, ein früherer Schulfreund Seans, der zu dem Zeitpunkt bereits Erfahrung als Frontmann in verschiedenen Bands hatte. Als Schlagzeuger kam Brett Austin hinzu. Schließlich baten sie ihren guten Freund Kevin Reilly für die Band das Saxophon zu spielen.
Der erste Auftritt fand im Probenraum der Band vor 50 Leuten statt. Insbesondere das Zusammenspiel von Gitarren, Gesang und Saxophon stießen auf Begeisterung. Eine Weile später begannen Dog Eat Dog mit Auftritten in den Clubs von New Jersey und der Umgebung. Erfahrungen mit Live-Auftritten hatten sie bereits durch ihre ehemaligen Bands. Schließlich wurden Produzenten und Plattenfirmen auf die Gruppe aufmerksam. 1993 erschien mit mäßigem Erfolg die EP Warrant. Mit dem Titel erlaubten sich Dog Eat Dog einen kleinen Scherz. Im Jahr zuvor veröffentlichte die US-amerikanische Glam-Metal-Band Warrant das Album Dog Eat Dog.

### All Boro KingsundPlay Games(1994 bis 1998)
Ein Jahr später gelang der Band mit All Boro Kings der Durchbruch. Mit Erscheinen dieses Albums beschloss Gitarrist Dan Nastasi, der später seine eigene Band Nastasee gründete, aus familiären und beruflichen Gründen aus der Band auszusteigen. Vorübergehend übernahm Parris Mayhew seine Position. Es folgte eine Europa-Tournee, wo Dog Eat Dog als Vorgruppe für Biohazard auftrat. Nach der Tour verließ Mayhew die Band wieder. An seiner Stelle kam Marc DeBacker in die Band. Wenig später verließ auch Schlagzeuger Dave Maltby Dog Eat Dog aus persönlichen Gründen und wurde von Brandon Finley ersetzt. Außerdem wurde Scott Mueller als Saxophonist verpflichtet. Die größte Anhängerschaft hatten Dog Eat Dog in Europa. Während sie in den USA oft in kleineren Clubs auftraten, spielten sie in Europa Konzerte in Arenagröße und waren auch auf vielen Festivals vertreten; das größte war 1995 das Dynamo Open Air in den Niederlanden.
1996 erschien Play Games. Für dieses Album arbeiteten Dog Eat Dog mit den Gastmusikern Ronnie James Dio („Games“) und RZA vom Wu-Tang Clan („Step Right In“) zusammen. An die Veröffentlichung des Albums schloss sich eine ausgedehnte Tournee mit Auftritten bei Festivals wie PinkPop und Roskilde an. Nach einer Tournee, die Dog Eat Dog im Dezember 1996 nach Deutschland führte, mit einem Auftritt in der Offenbacher Stadthalle am 2. Dezember 1996 mit den Ryker’s als Vorgruppe, stieg Saxofonist Scott Mueller im Frühjahr 1997 bei der Crossover-Band aus. Mit der Metal-Band The Curse, ein gemeinsames Projekt des Gitarristen Dan Lorenzo von der Metal-Band Non-Fiction und Sänger Bobby „Blitz“ Ellsworth, dem Sänger der Thrash-Metal-Band Overkill, nahm Scott Mueller den Song Evil, in the Bag auf, der sich auf dem 2007 erschienenen Album Room full of Sinners von The Curse befindet. Außerdem spielt Scott Mueller das Keyboard bei dem Song Crooked Smile der Metal-Band Patriarchs in Black, der auf dem 2023 erschienenen Album My Veneration zu hören ist. Bei der Metal-Band Patriarchs in Black handelt es sich um ein Projekt des Gitarristen Dan Lorenzo und von Type-O-Negative-Schlagzeuger Johnny Kelly.

### AmpedundWalk with Me(seit 1999)

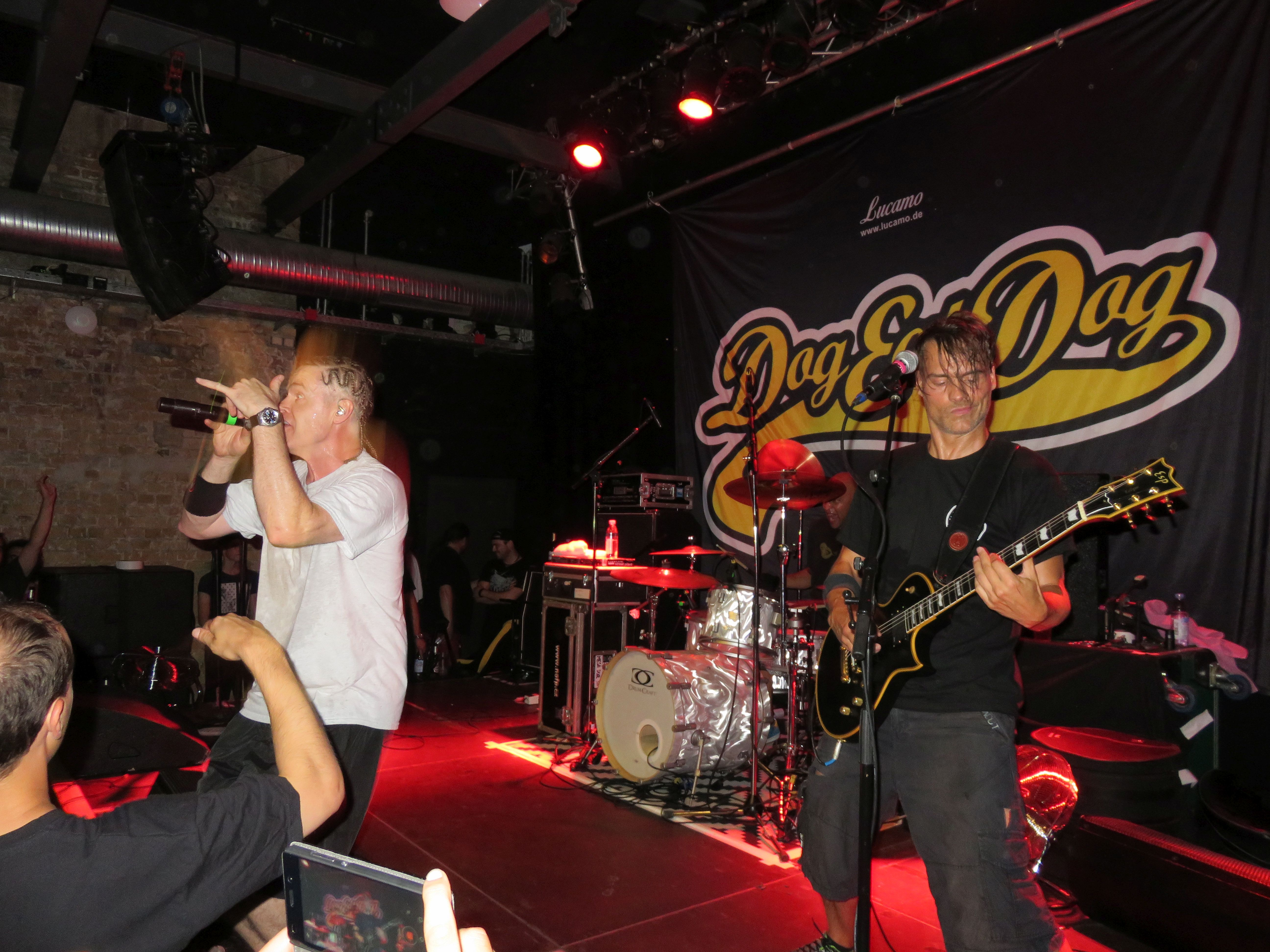
Dog Eat Dog im Wiesbadener Schlachthof (2016)

Im Sommer 1999 erschien das Album Amped nur in Europa, nicht aber in den USA, was der Hauptauslöser dafür war, dass Dog Eat Dog sich von ihrer damaligen Plattenfirma Roadrunner Records trennten. Ein Jahr später veröffentlichte Roadrunner Records In the Dog House: The Best and the Rest, welches größtenteils aus Remix-Versionen der alten Tracks bestand. Dog Eat Dog distanzierten sich von diesem Album, da sie zum Zeitpunkt der Veröffentlichung nicht mehr bei Roadrunner unter Vertrag standen und somit auch kein Mitspracherecht am Material gehabt hatten.
Seit 2000 tourten Dog Eat Dog größtenteils durch Europas Clubs und sammelten neues Material. 2003 fanden sie mit Vibra ein neues Management und kamen so in Kontakt mit Claus Grabke. Mit ihm arbeiteten sie an Songs wie „M.I.L.F.“, „Hell Yeah“, „Cannonball“ und „Undivided“ für ihr neues Album. Bei letzterem singt Marta Jandová von Die Happy als Gastsängerin. Während der Arbeiten an Walk With Me brachte Universal 2005 die Live-DVD Dog Eat Dog - Live at Dynamo mit dem 1995er-Auftritt auf dem Dynamo Open Air auf den Markt. Am 26. Mai 2006 wurde das Studioalbum Walk with Me veröffentlicht. Im selben Jahr wurde bekanntgegeben, dass Gründungsmitglied Sean Kilkenny die Band aus privaten Gründen verlassen hat. Vorübergehend übernahm Roger Haemmerli von der Schweizer Band Henchman seinen Part, bis im Mai 2006 mit Matt Salem ein Ersatz für Kilkenny gefunden wurde. Im April 2007 verließ er Dog Eat Dog überraschend wieder. Seine Stelle wurde vom Thumb-Gitarristen Axel „AXE“ Hilgenstöhler eingenommen. Die nächsten Jahre verbrachte die Band viel Zeit mit verschiedenen Touren weltweit. 2009 kam es zur „15th anniversary of All Boro Kings“ Tour, zu welcher Gitarrist Roger Haemmerli wieder zurück zur Band stieß und Axel Hilgenstöhler für alle Konzerte ersetzte. Im darauffolgenden Frühjahr begannen Dog Eat Dog ihre Tour zum 20-jährigen Bestehen. Auch diese Tour führte sie wieder über einige Konzerte in den USA nach Europa.

## Diskografie
Studioalben

| Jahr | Titel Musiklabel                  | Höchstplatzierung, Gesamtwochen, AuszeichnungChartplatzierungen (Jahr, Titel, Musiklabel, Platzierungen, Wochen, Auszeichnungen, Anmerkungen) | Höchstplatzierung, Gesamtwochen, AuszeichnungChartplatzierungen (Jahr, Titel, Musiklabel, Platzierungen, Wochen, Auszeichnungen, Anmerkungen) | Höchstplatzierung, Gesamtwochen, AuszeichnungChartplatzierungen (Jahr, Titel, Musiklabel, Platzierungen, Wochen, Auszeichnungen, Anmerkungen) | Höchstplatzierung, Gesamtwochen, AuszeichnungChartplatzierungen (Jahr, Titel, Musiklabel, Platzierungen, Wochen, Auszeichnungen, Anmerkungen) | Anmerkungen                                            |
| Jahr | Titel Musiklabel                  | DE | AT | CH | UK | Anmerkungen                                            |
| ---- | --------------------------------- | --- | --- | --- | --- | ------------------------------------------------------ |
| 1994 | All Boro Kings Roadrunner Records | DE30 (40 Wo.)DE | AT21 (16 Wo.)AT | CH17 (10 Wo.)CH | UK99 (1 Wo.)UK | Erstveröffentlichung: 24. Mai 1994 Verkäufe: + 50.000  |
| 1996 | Play Games Roadrunner Records     | DE13 (17 Wo.)DE | AT12 (16 Wo.)AT | CH22 (10 Wo.)CH | UK40 (3 Wo.)UK | Erstveröffentlichung: 24. Juni 1996 Verkäufe: + 25.000 |
| 1999 | Amped Roadrunner Records          | DE42 (4 Wo.)DE | — | — | — | Erstveröffentlichung: 28. Juni 1999                    |
| 2006 | Walk with Me Nuclear Blast        | — | — | — | — | Erstveröffentlichung: 16. Oktober 2006                 |
| 2023 | Free Radicals Metalville          | DE62 (1 Wo.)DE | — | — | — | Erstveröffentlichung: 20. Oktober 2023                 |